# Vir (vattendrag)
Vir (ryska: Вирь) är ett vattendrag i Belarus.   Det ligger i voblasten Mahiljoŭs voblast, i den centrala delen av landet, 160 km sydost om huvudstaden Minsk.
I omgivningarna runt Vir växer i huvudsak blandskog. Runt Vir är det ganska tätbefolkat, med 120 invånare per kvadratkilometer.